# Władysław Kufko
Władysław Kufko (ur. w 1955 w Brześciu) – polski artysta malarz.

## Życiorys
Ukończył liceum plastyczne w Mińsku, a następnie w 1981 studia wyższe w Kijowskim Instytucie Sztuki. Jest członkiem Białoruskiego Związku Artystów Plastyków i Związku Polskich Artystów Plastyków. 
Prezentował swoją twórczość na 11 wystawach indywidualnych w kraju i za granicą, uczestniczył w kilkudziesięciu ekspozycjach zbiorowych. Jego prace znajdują się w zbiorach: muzeum w Brześciu, Ministerstwa Kultury w Mińsku, Związku Plastyków ZSRR w Moskwie oraz w kolekcjach prywatnych na Białorusi, w Rosji, Armenii, Polsce, Niemczech, Holandii, Belgii, Austrii, Hiszpanii, USA i Kanadzie.

## Twórczość
Uprawia malarstwo sztalugowe (olej, akryl), także akwarelę i pastel.
W swoich obrazach skupia się na małych, nieistotnych wycinkach codzienności, nadając im nowego znaczenia. Zaskakuje ich ukrytym dotąd pięknem i wydobywa nowy, głęboki kontekst. Kreuje świat fantastycznych postaci, sytuacji i nie łatwo interpretowalnych skojarzeń, odnoszących się do ludzkiej kondycji. Jego prace są małymi wizualnymi traktatami filozoficznymi, zamkniętymi w wyrafinowanej kompozycji i formie.